# Coruia, Maramureș
Coruia este un sat în comuna Săcălășeni din județul Maramureș, Transilvania, România.

## Istoric
Prima atestare documentară: 1566 (Karwlya). 

## Etimologie
Etimologia numelui localității: din n.fam. Corui, var. lui Coroi (< subst. coroi „numele unei păsări răpitoare; șoim” < magh. karoly) + suf. top. -a.  

## Demografie
La recensământul din 2011, populația era de 832 locuitori. 

## Manifestări tradiționale locale
- Sărbătoarea cireșelor (la sfârșitul lunii mai).
- ,,Verjel" (în prima zi a noului an calendaristic, 1 ianuarie).

## Monumente istorice
- Cimitirul evreiesc (sec. XVIII);
- Biserica de lemn „Sfânta Ana” (1794);
- Clopotnița de lemn a bisericii (sec. XIX).

## Sport local
Coruia este renumită pentru echipa sa de oină, „Dinamic Coruia” , fiind una dintre echipele cu tradiție din Campionatul Național de Oină. Numeroasele titluri și diplome aduse de echipă fac cinste comunei Săcălășeni și sportului din Baia Mare.
Ramura sportivă este completată și de echipa de fotbal „Deportivo la Coruya”, care în 2005 a apărut într-un reportaj în presa sportivă din România, mai exact în ziarul „ProSport” iar în 2007 la emisiunea „Cronica Cârcotașilor”, din păcate performanța este încetinită din lipsa unei baze sportive locale.

## Cultură
In satul Coruia, exista un ansamblu de dansuri populare, numit „Cireșarii din Coruia”. Acest ansamblu are ca scop păstrarea obiceiurilor și datinilor strămoșești. „Cireșarii” se ocupă de asemenea, de organizarea unor sărbători, cum ar fi: surețitul, verjelul etc. De asemenea, la începutul lunii iunie, se organizează „Sărbătoarea Cireșelor”.

## Turism local
Din anul 2008 Coruia dispune de o mini-zonă de agrement situată pe  malul drept al râului Lăpuș. Această zonă este o alternativă la ceea ce se găsește în prezent în împrejurimile orașului Baia Mare, oferind posibilități de recreere în aer liber, gătit, campare, teren de  tenis cu piciorul și volei, precum și locuri de parcare. În grupuri organizate se efectuează excursii în Cheile Lăpușului cu personal calificat.
Datorită peisajelor deosebite, satul Coruia deține și un traseu de 3 ore de cicloturism precum și un traseu marcat de turism montan. În normele legale se desfășoară activități de pescuit și vânătoare, râul Lăpuș și pădurea din Coruia oferind o valoroasă rezervă piscicolă și faunistică.

## Imagini

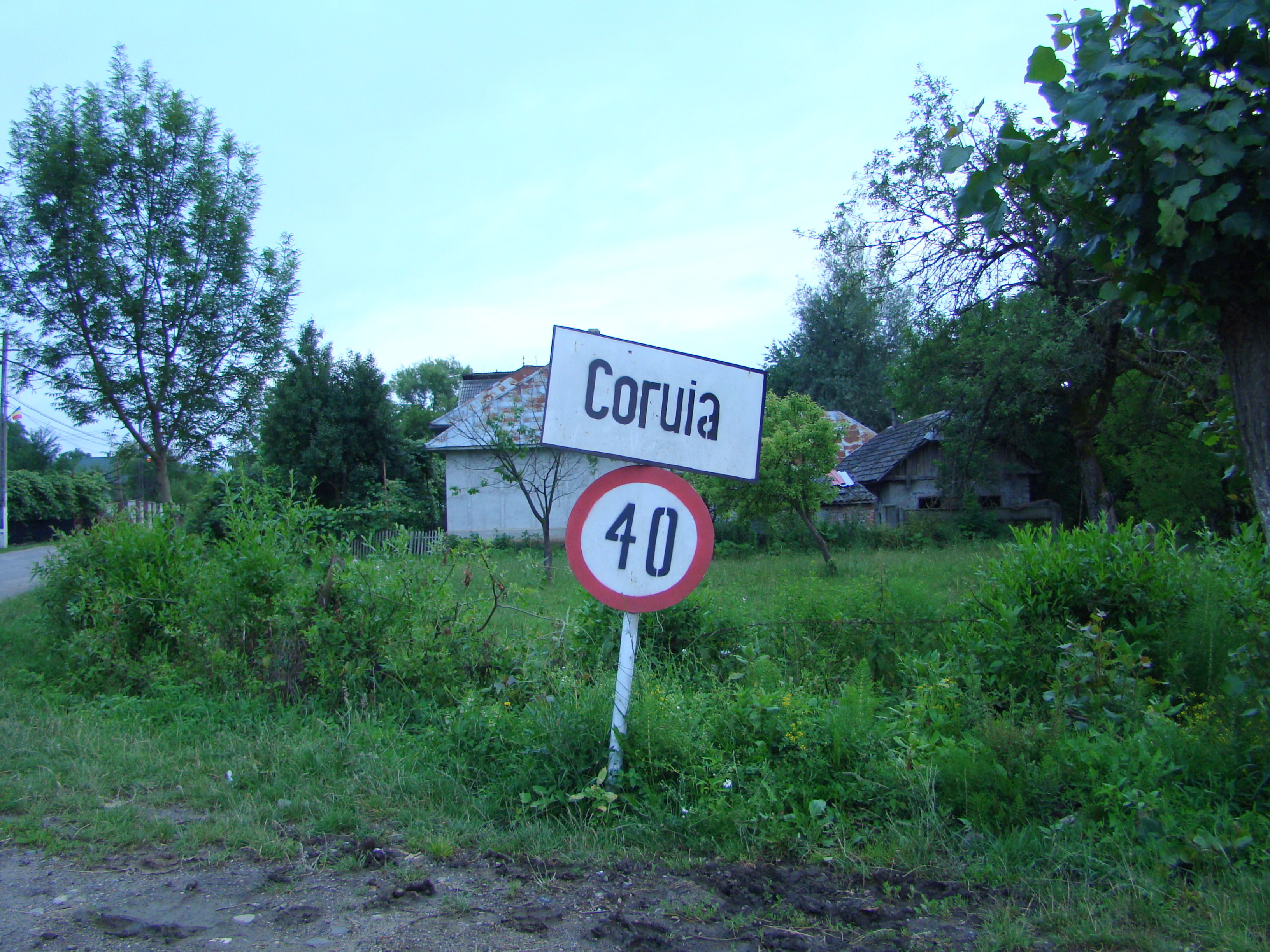
Intrarea în localitate
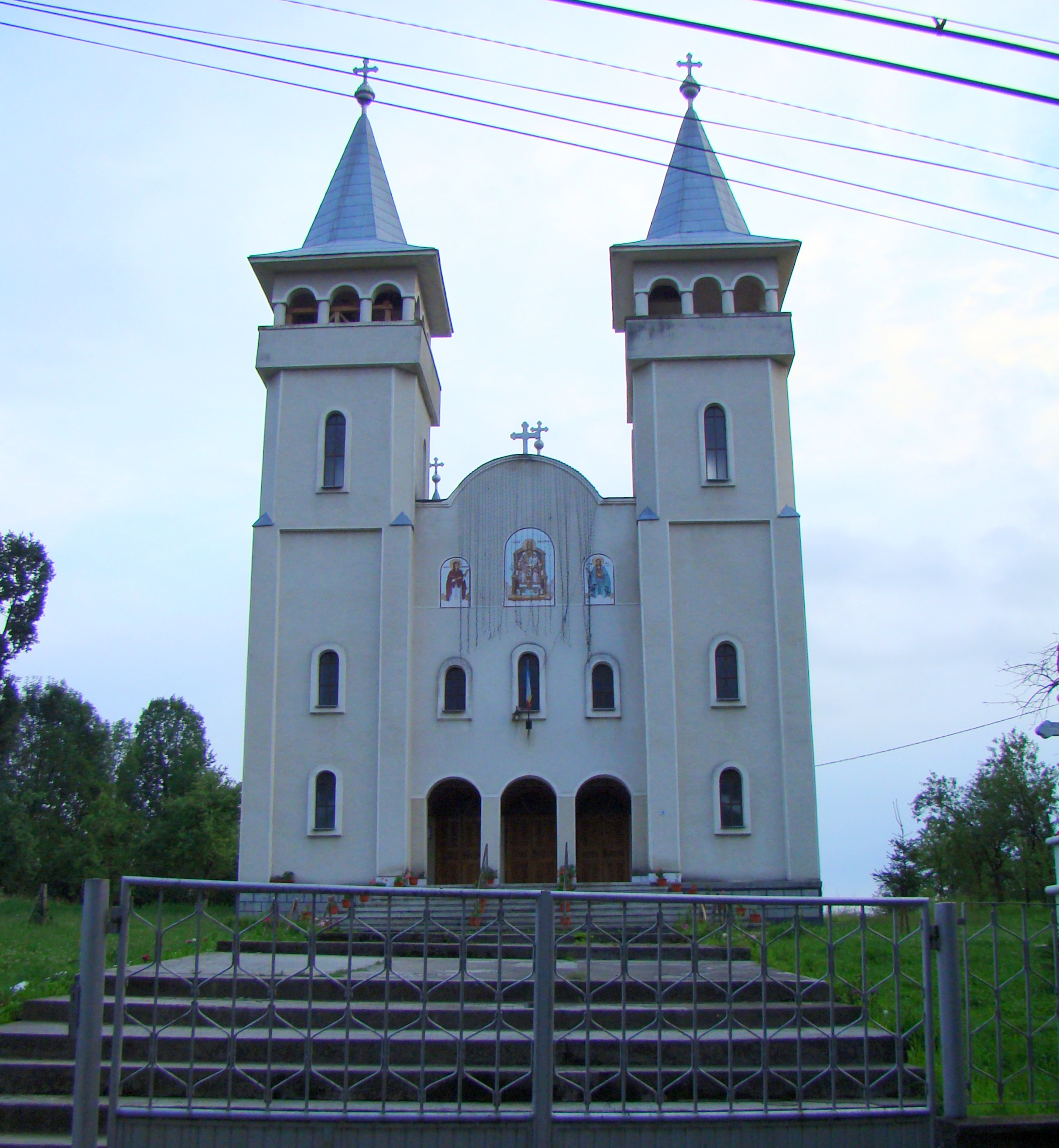
Biserica „Adormirea Maicii Domnului”
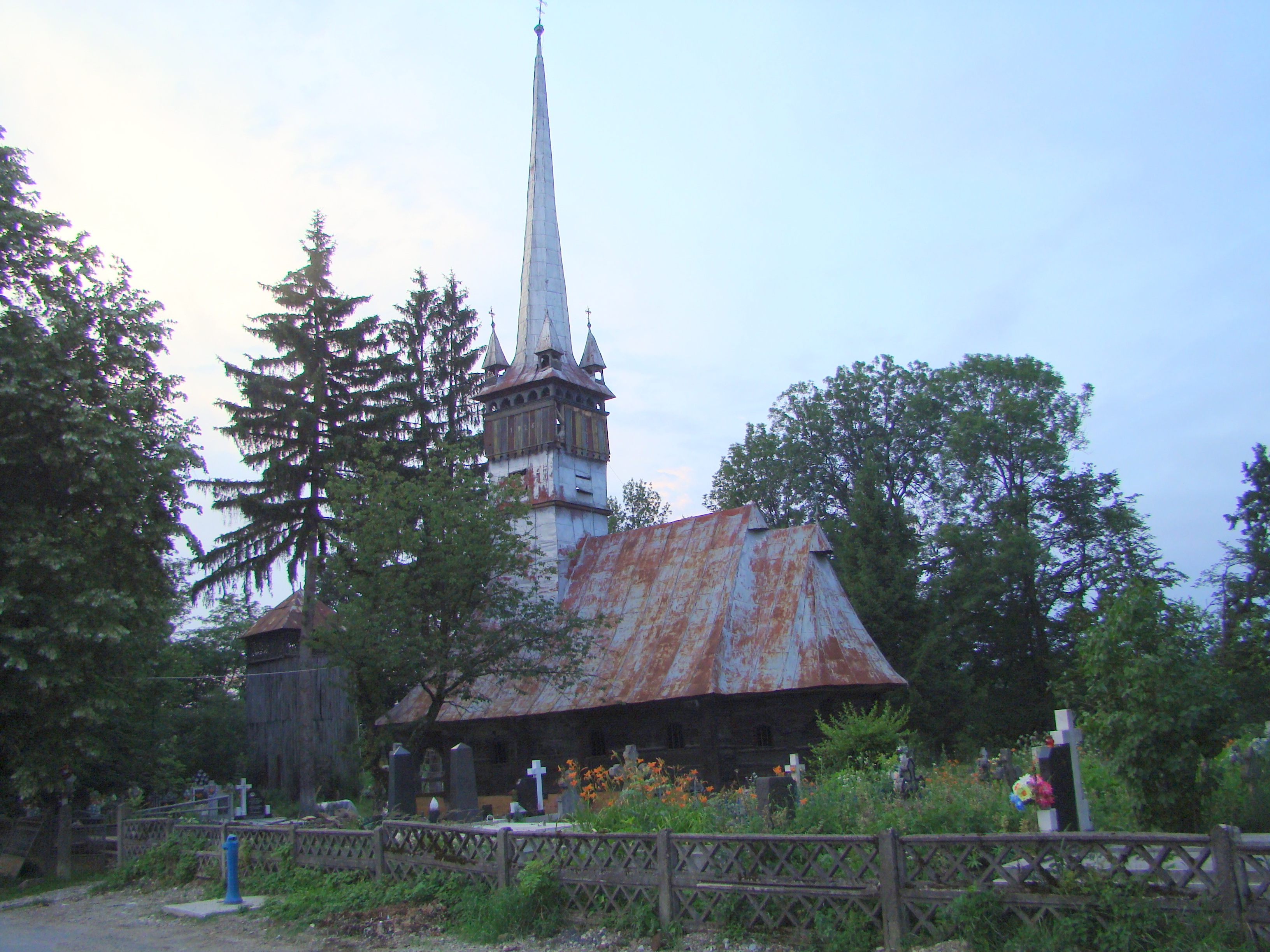
Biserica de lemn „Sfânta Ana”